# 人民教育出版社教科书插图事件
2022年5月，有读者指出人民教育出版社2013年出版的数学教科书插图画风怪异，引发热议。此事件进而延伸到对中国大陆教材、教辅及儿童读物中不当配图和不当内容的批判。

## 过程
2017年11月22日，知乎有人提问“如何看待人教版小学数学教科书中的插画风格”，2021年3月，有读者指出人民教育出版社2012年起使用的数学教科书的插画风格怪异，插画人物都是小眼睛、宽眼距，五官比例严重失衡、目光呆滞，人物面部表情有如唐氏综合征患者，并于2022年5月引发网络热议，随后人教社声明将进行整改。
除此之外，有网民还发现该套教材小学数学二年级下册目录部分，有一张男童乘坐飞机的插图，插图中的飞机机身编号为“N33K”（实为“N33KD”），有网友指出这个编号为日军战斗机，而另一些网友辟谣这一编号疑似为美国Waco飞行器公司旗下的型号为“YMF-5”飞机的注册号。另外还出现了穿星星和条纹服饰（美国国旗）的儿童、穿印有商标形似日本品牌服饰的儿童，穿着连裤袜、戴兔耳发卡的儿童等；小学数学一年级上册第75页，计算题目配图中小男孩的下体隐私部位疑似被刻意画出；三年级上册第42页，一身黄色男孩隐私部位疑似被突出表现。
5月25日，知名网络插画家乌合麒麟在新浪微博表示，插画审美差别可能与画手价格提升而出版社报价太低有关，引起争议。
5月26日，人民教育出版社回应数学教材封面和插图问题，表示已着手重新绘制相关插图。将全面评估所出版教材的封面、插图，提高设计质量。
5月28日，中华人民共和国教育部研究决定，责成人民教育出版社立即整改，重新组织专业力量绘制教材插图，确保2022年秋季学期开始使用新教材，教育部将组织专家团队进行严格审核把关。人教社不久后公开致歉，对此“深感自责和内疚”。并表示已成立工作专班，9月1日前全面整改到位，确保2022年秋季学期开始按时使用新教材。
5月29日，“国家中小学智慧教育平台”下架了人教版小学数学教材电子版。同日，中央纪委国家监委网站发文《坚定文化自信 把育人铸魂要求贯彻到教材建设全过程》。
5月30日，教育部发布公告，表示已成立调查组全面彻查教材插图问题。
8月22日，人民教育出版社表示已完成小学数学教材插图重绘工作，将于2022年9月新学期课前到书。中央美术学院专业团队绘制的版本被最终确定，新版教材已经国家教材委员会专家委员会审核通过。同日，教育部通报了涉事教材插图的三方面问题：一是“不美观向上，与立德树人根本要求存在差距”，整体画风不符合大众审美习惯，部分插图人物形象比较丑陋，精神风貌不佳；二是“不严肃规范，个别插图甚至存在错误”，插图数量过多，部分插图制作专业水准不高，个别插图存在科学性、规范性问题；三是“不细致准确，部分插图容易引人误读”，部分插图绘制粗糙，一些线条绘制和元素选择不当，图片比例不协调。此外，一些并非人教社小学数学教材所用的问题插图也被列入全面排查整改。

## 涉事團隊
吴勇，吴勇工作室負責人，毕业于中央工艺美术学院（现清华大学美术学院）装潢系书籍装帧专业，曾任汕头大学长江艺术与设计学院视觉传达主任、教授。原插画是由北京吴勇设计工作室设计，不過據企查查平台显示，北京吴勇设计工作室没有工商注册记录。 網友指出他的作品與《雄獅少年》和攝影師陳漫的作品一樣，都具有“辱華”性質。他的畫風反應了“西方文化入侵”。
因此，吳勇的母校清華美院被批评培養“西方代理人”，校徽为繁體的“藝”字，被指看起來像一個跪著的人。
吕敬人，吴勇的大学老师，也是编写该教材的艺术总顾问，师从日本教授杉浦康平，因其家庭背景和日本留学经历被网友认定为幕后“大鱼”、“精神日本人”、“卖国贼”。人教版教材封面设计师吕旻是他的儿子。

## 處罰
2022年8月22日，人民教育出版社党委被教育部要求整改，并被通报批评；人民教育出版社党委书记、社长黄强被党内严重警告、记大过处分；总编辑、时任党委书记郭戈被党内严重警告、记大过处分，並被免职；分管负责人被党内严重警告、记大过处分，免职；小学数学编辑室主要负责人被党内严重警告、记过处分，免职；其他17人被相应纪律处分和组织处理。教育部教材局被要求整改，並被通报批评；局长田慧生被党内警告、记过处分；分管负责人等5名相关人员被相应纪律处分和组织处理。吴勇、封面设计吕旻、吕敬人及其工作室不再从事国家教材设计、插图绘制等相关工作。
通报亦稱，查明並未发现人教社相关人员与插图作者吴勇、教材整体设计艺术总顾问吕敬人之间，存在经济利益输送。

## 其它
人教社教材插图事件持续发酵的同时，有网民挖出了另一些被认为“有问题”的教辅读物及儿童读物。例如人教社的一本小学语文配套读物出现“給媽媽買了兩個帶罌粟籽的麵包圈”的情节（該作品為翻譯讀物，罌粟籽在其他国家不違法，但在中國受到嚴格管制，极少作为食材），多本儿童故事书被指控教唆自杀，《东方娃娃》期刊出版的绘本《流汗啦！》绘有两个有色人种男童捧著一名白人女生的手臂伸出舌头“舔汗”的画面，一小学语文教辅将侵华日军在南京拍摄的宣传照当做“学雷锋”配图等等。也有家长发现工具书《新华字典》关于“玩”的解释与组词时，出现了“玩弄女性”的组词，被认为是有意地压低女性，有歧视和侮辱倾向，且《现代汉语词典》第6、7版和《新华字典》第11、12版均有该组词。有业内人士表示，从语法上来讲，例句本身没有问题，争议点更多是在道德和社会公序良俗层面。相关争议一直持续至2025年，并在小红书等平台上明显向“博流量”方向发展。
6月1日，廣西桂林市全州縣人民检察院联合县教育局、县新闻出版局等部门，对县内小学及书店中的教材、少儿读本进行专项督查时，发现部分《新华字典》及儿童读物出現內容與配圖低俗化情況，责令下架整改。不过6月4日，桂林市人民检察院在其官方微信公众号发布消息，称全州县人民检察院此次专项检查存在履职不当行为，并已责成该院进行整改。

## 相关评论
作家郑渊洁针对此事回应说，编写教科书这样关系到民族未来的大事应该由德才兼备的专家完成，同时在出版前通过公示社会面征求各方意见。他说，人教版教科书不止插画和课本有改进空间，人教版教材有某主编（指曹文轩）夹带私货将自己的文章塞进语文课本，形容“没有底线，吃相难看”。教育部统编中小学教科书语文学科总主编、北京大学中文系教授温儒敏回应称，教材选取课文要经过二三十轮审查，不可能一个人说了算，无所谓“夹带私货”。他说，有人故意“把数学教材这把火烧到统编语文”，是毫无根据，别有用心的。作为小学分册的四个主编之一的曹文轩，在四年级下册中收有他的《芦花鞋》，是他的儿童长篇小说《青铜葵花》其中一节，强调是编写组的集体决定，并非曹文轩主动提出。
不過一些人有不同看法，清华大学哲学系教授肖鹰不认为网络上显示的配图“很丑”，也不认为会给小学生的学习和教育产生不良效果，他还认为这些图片采取的是夸张的漫画风格，基本符合教育的需要，中国出版人洪晃表示，审美是个性化的，不是被统一灌输一种审美判断。日本靜岡大學教授楊海英說，上述情況首先是中國漫畫起步較晚，文化程度低。加上曾經發生政治運動，導致教育被毀，漢文化沙文主義，貶低國內精彩的多元民族文化，一切以領導的喜好為準，因此正常的內容沒有辦法受重視。芝加哥大學政治學教授楊大力擔心此事件已被過度政治化，因此當局“不允許對相關事實進行公平的考慮”。
媒體人周曉輝認為當局有意在網絡熱炒教材問題是黨內鬥爭的擋箭牌，意在淡化李克強在5月25日的經濟會議上的重磅講話。
其他海外媒體則報導，官方自己在前幾年加強審核各種文化內容時，任何東西都會被放大镜檢視，所以到了今天自己也要道歉。CNN指出這次事件演變成了一場針對出版物的“獵巫運動”，疑是當局進一步收緊審核機制，控制文教的风向标。事發不久，著名作家，諾貝爾文學獎獲得者莫言因其在2012年諾貝爾獎的獲獎現場“親西方”演講被網暴。
2025年3月，淘铢童书旗下的图书《新锐作文》、《爱数学》中的动漫角色锐锐在网上开始火热。由于这本书的动漫角色锐锐的形象非常可爱，导致很多人回顾了当时这个事件，许多网友认为这种画风比2022年争议的教材插画更受欢迎。